# Meura
Meura è un comune di 404 abitanti della Turingia, in Germania.
Appartiene al circondario (Landkreis) di Saalfeld-Rudolstadt (targa SLF) ed è parte della Verwaltungsgemeinschaft Schwarzatal.